# The Hague Institute for Global Justice

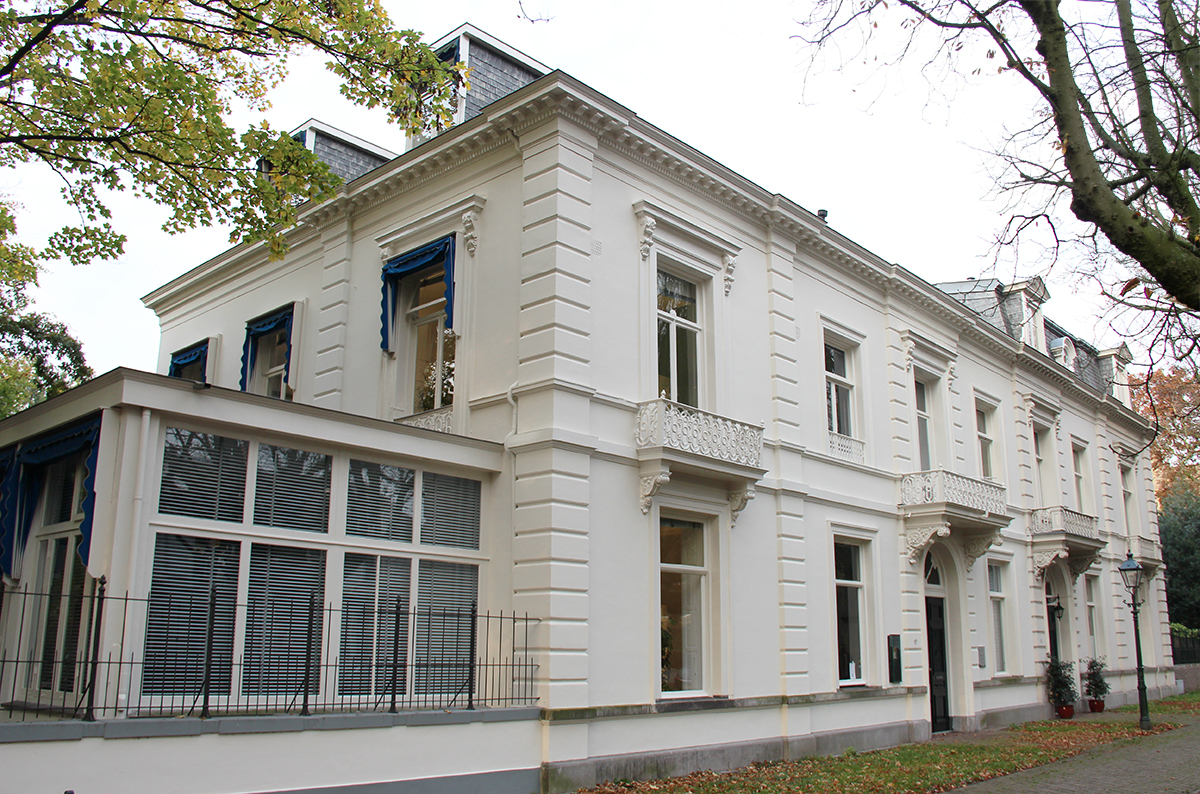
Gebouw van The Hague Institute for Global Justice aan de Sophialaan in Den Haag

The Hague Institute for Global Justice, of kortweg The Hague Institute, is een internationale denktank gevestigd in Den Haag.

## Geschiedenis
Het is een academisch samenwerkingsverband tussen diverse internationale in Den Haag gevestigde organisaties, met medewerking van de Nederlandse regering. De organisatie werd opgericht in 2011 en richt zich op interdisciplinair onderzoek vanuit drie gezichtspunten: conflictpreventie, wetgeving en internationaal bestuur. The Hague Institute for Global Justice was onafhankelijk en niet-partijgebonden.
Het instituut was gevestigd aan de Sophialaan in het Sophiahof, waar tot 1972 Het Haagsche Lyceum zat en sinds 2019 het Museum Sophiahof is gevestigd. Tot mei 2018 was de directeur van het The Hague Institute de Amerikaan Abiodun Williams en stond de adviesraad onder leiding van de voormalige Amerikaanse minister van Buitenlandse Zaken Madeleine Albright.

### Geldnood
Begin april 2018 werd bekend dat het instituut zou ophouden te bestaan vanwege geldnood. Op 8 mei 2018 werd door de rechtbank het faillissement uitgesproken. Er ontstond ophef over wanbeheer dan wel falend toezicht en onrealistische ambities. Er is niet vast komen te staan dat dit het geval was, anders dan dat de doelstellingen niet werden gehaald. Daarbij heeft de gemeentelijke Haagse Rekenkamer naar de ondergang gekeken en naar aanleiding van haar onderzoek geen reden gezien om melding te maken van strafbare misstanden.

### Hervatting
In januari 2019 heeft de denkdank haar activiteiten hervat onder leiding van de Jordaanse zakenvrouw Sohair Saber.

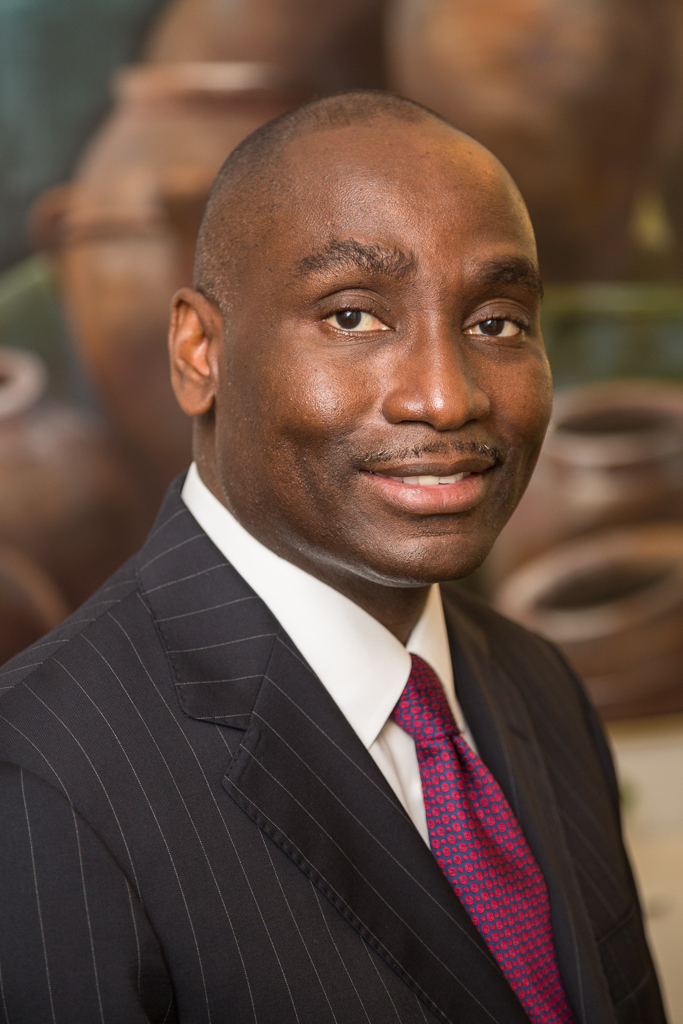
Abiodun Williams
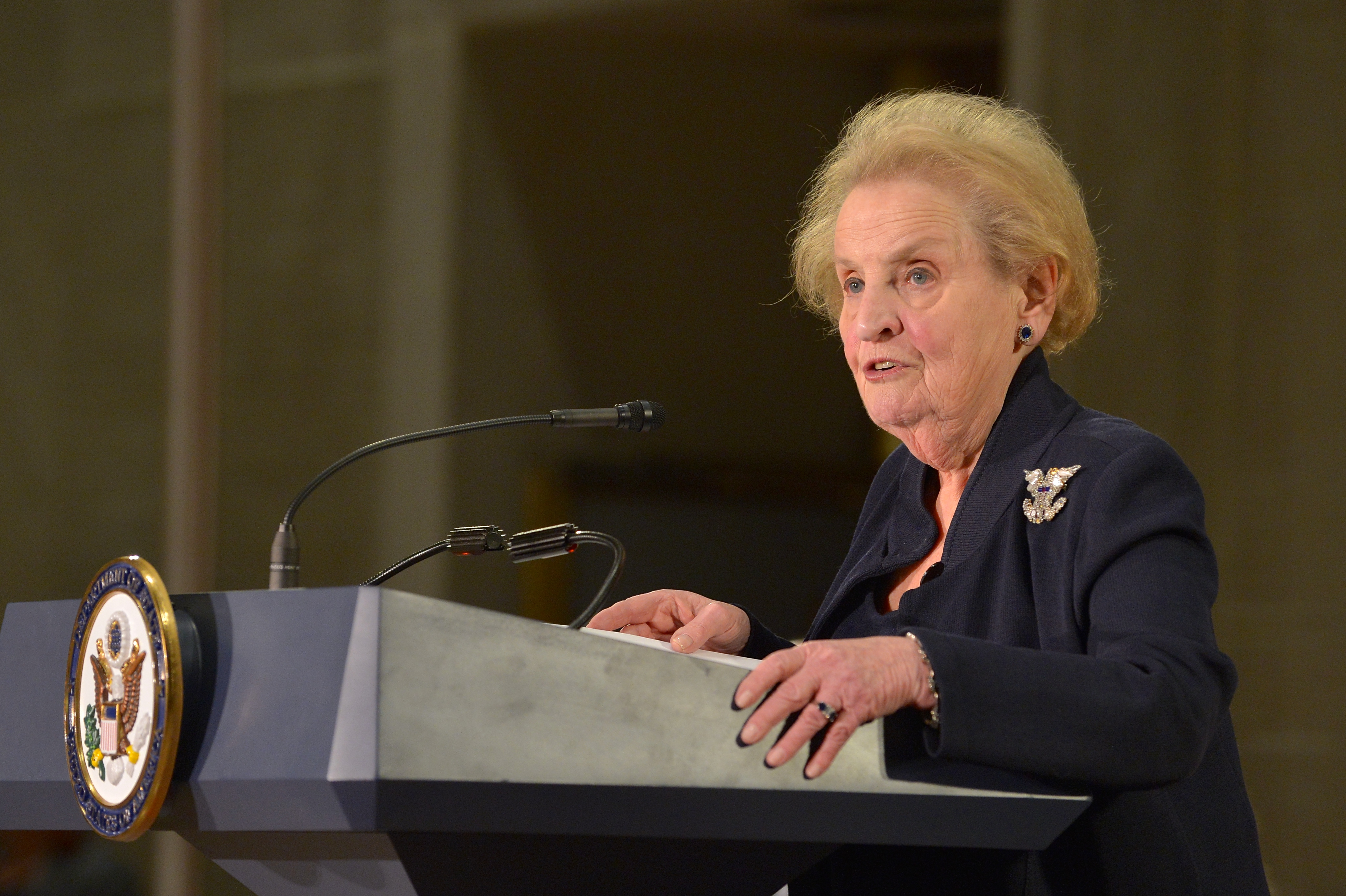
Madeleine Albright

## The Hague Approach
Een van de projecten van het instituut was de zogenaamde The Hague Approach. Een uitgewerkte set van zes principes bedoeld om beleidsmakers, diplomaten en internationale hulpverleners te helpen bij vredesoperaties in conflictgebieden.
De zes principes zijn:
1. Prevention Matters
2. Fostering a Rule of Law Culture
3. A Network Response
4. Private Sector Engagement
5. Strategic Communication
6. Responsibility to Learn